# Ольшанка (приток Оскола)
Ольшанка — река в Губкинском городском округе и Чернянском районе Белгородской области.

## География и гидрология
Длина реки составляет 31 км, площадь водосборного бассейна 279 км². Исток реки расположен западнее села Коньшино Губкинского района Белгородской области, в балке Большой Коньшинский Лог. Река Ольшанка впадает в реку Оскол в 345 км от устья последней в хуторе Заречное Чернянского района. Имеет приток Сухая Ольшанка, который впадает в неё в селе Кочегуры Чернянского района.
Заболоченная пойма реки Ольшанка в районе сел Захарово и Заречное имеет природоохранный статус комплексного заказника. Площадь охраняемой территории составляет 86,4 га.